# (400253) 2007 PT50
(400253) 2007 PT50 es un asteroide perteneciente al cinturón de asteroides, descubierto el 9 de agosto de 2007 por el equipo del Lincoln Near-Earth Asteroid Research desde el Laboratorio Lincoln, Socorro, Nuevo México.

## Designación y nombre
Designado provisionalmente como 2007 PT50.

## Características orbitales
2007 PT50 está situado a una distancia media del Sol de 2,288 ua, pudiendo alejarse hasta 2,799 ua y acercarse hasta 1,776 ua. Su excentricidad es 0,223 y la inclinación orbital 1,657 grados. Emplea 1264,41 días en completar una órbita alrededor del Sol.

## Características físicas
La magnitud absoluta de 2007 PT50 es 18.